# Max Walker (wielrenner)
Max Walker (Douglas, 12 juli 2001) is een Brits wielrenner die sinds 2025 rijdt bij EF Education-EasyPost.

## Carrière
Walker begon zijn carrière bij het Britse Trinity Racing waar hij onder andere ploeggenoot was van Luke Lamperti en Thomas Pidcock. Dat jaar werd Walker derde in het jongerenklassement van de Ronde van de Mirabelle en reed hij de Ronde van Groot-Brittannië. Twee jaar later nam hij onder andere deel aan de Gran Camiño waar hij zevende werd in de tijdrit. Gelijk bij zijn volgende wedstrijd won hij het jongerenklassement in de Portugese Ronde van Alentejo. Later reed hij nog de Giro Next Gen, de Ronde van de Elzas van Groot-Brittannië en werd hij derde in de Beaumont Trophy. Vanaf februari 2024 reed hij bij de opleidingsploeg van Astana Qazaqstan Team. In 2024 boekte hij zijn eerste individuele etappezeges op profniveau door de snelste te zijn in de eerste etappe van de Ronde van Japan en even later won hij ook de zevende etappe. Bij de Britse kampioenschappen stond hij bij de wegwedstrijd en de tijdrit op het podium. Per het seizoen van 2025 werd hij overgenomen door EF Education-EasyPost.

## Overwinningen
2019
1e etappe Sint-Martinusprijs Kontich (TTT)
2023
Jongerenklassement Ronde van Alentejo
 Brits kampioenschap tijdrijden, beloften
2024
James Berry Tour of The Middle
1e en 7e etappe Ronde van Japan
 Brits kampioenschap tijdrijden, elite
 Brits kampioenschap op de weg, elite
2e (deel B) etappe Sibiu Cycling Tour

### Resultaten in voornaamste wedstrijden
| Jaar | Milaan-San Remo | Gent-Wevelgem | Ronde van Vlaanderen | Parijs-Roubaix |
| ---- | --------------- | ------------- | -------------------- | -------------- |
| 2023 |                 |               |                      |                |
| 2024 |                 |               |                      |                |
| 2025 | 128e            | 79e           | opgave               | 73e            |

### Resultaten in kleinere rondes
| Jaar | Tour Down Under | Parijs-Nice | Ronde van Groot-Brittannië |
| ---- | --------------- | ----------- | -------------------------- |
| 2023 |                 |             | 50e                        |
| 2024 |                 |             | opgave                     |
| 2025 | 85e             | opgave      |                            |

## Ploegen
- 2021 –  Trinity Racing
- 2022 –  Trinity Racing
- 2023 –  Trinity Racing
- 2024 –  Saint Piran (t.m. 6 februari)
- 2024 –  Astana Qazaqstan Development Team (v.a. 7 februari)
- 2025 –  EF Education-EasyPost